# Łupek dachówkowy

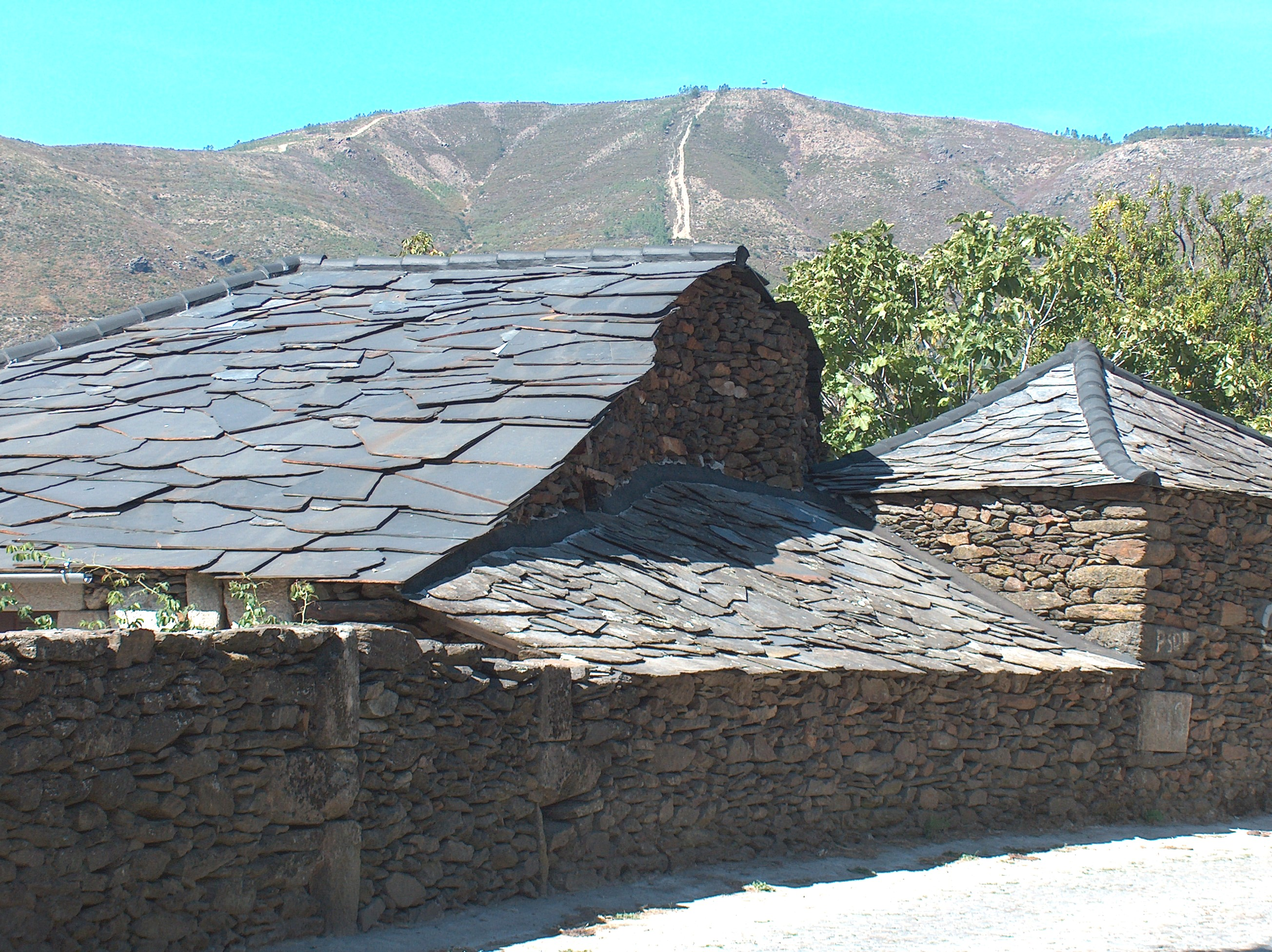
Budynek kryty łupkiem, Mondim de Basto, Portugalia

Łupek dachówkowy, łupek dachowy – skała osadowa lub metamorficzna, odmiana łupka ilastego, łupka serycytowego lub fyllitu, odznaczająca się bardzo gęstą łupkowatością, zwykle nie wykazujące zaburzeń tektonicznych (fałdów). Cechą wyróżniającą jest doskonała oddzielność, dzięki której skała da się łupać na cienkie płyty, z których od średniowiecza do dziś wykonuje się pokrycia dachów np. domów mieszkalnych, pałaców, kościołów zwłaszcza we Francji (np. Paryż), Belgii i Niemczech. Łupkiem okłada się też szczyty domów, często układając różne wzory, czasami różnokolorowe. Spotykany jako pokrycie dachów kościołów oraz dachów i ścian szczytowych wiejskich budynków w Sudetach.

## Belgia
- Musée de l'ardoise de Bertrix w prowincji Luksemburg w Walonii.

## Kanada
- Musée de l'ardoise w Mont-Saint-Hilaire w Quebec.

## Francja
- Musée de l'ardoise de Fumay w departamencie Ardeny.
- Musée de l'ardoise de Renazé w departamencie Mayenne.
- Musée de l'ardoise de Rimogne w departamencie Ardeny.
- Musée de l'ardoise de Travassac w departamencie Corrèze.
- Musée de l’ardoise de Trélazé w departamencie Maine i Loara.

## Luksemburg
- Musée de l'ardoise de Haut-Martelange w dystrykcie Diekirch i kantonie Redange.

## Szwajcaria
- Musée de l'ardoise d'Elm w kantonie Glarus.